# Старт (ракета-носитель)
«Старт» — твердотопливная космическая ракета-носитель (РН), сконструированная в НТЦ «Комплекс-МИТ» на базе межконтинентальной баллистической ракеты 15Ж58 подвижного грунтового ракетного комплекса «Тополь».
Предназначена для запуска малогабаритных космических аппаратов на низкие околоземные орбиты, в том числе по коммерческим заказам.

## История
С 1993 по 2006 год состоялось 7 запусков РН «Старт», адаптированных под космические запуски «Тополей», затем программа был заморожена по причине отсутствия спроса на подобные пуски.
В сентябре 2018 года Московский институт теплотехники предложил использовать снимаемые с боевого дежурства ракетные комплексы «Тополь» для вывода спутников на орбиту, адаптированная мобильная пусковая установка была продемонстрирована на выставке «Армия-2016».
В декабре 2018 года генконструктор Московского института теплотехники Юрий Соломонов предположил, что в случае возобновления программы «Старт-1» первый запуск спутника на ракете может состояться в 2022 году.
28 января 2019 года на космодром «Восточный» прибыла комиссия Госкорпорации «Роскосмос», одной из задач которой была оценка возможности возобновления запусков ракет легкого класса типа «Старт-1».
14 октября 2019 года Российский фонд прямых инвестиций сообщил о подписании с саудовской компанией технологического развития и инвестиций (TAQNIA) соглашения о совместной работе по инвестициям в модернизацию ракетно-космического комплекса «Старт-1» и его последующей коммерциализации в интересах Российской Федерации и Королевства Саудовская Аравия. Инженеры двух стран совместно спроектируют и произведут дополнительные составляющие «Старта».

## Модификации
Модификации ракет-носителей типа «Старт»:
- Старт — пятиступенчатая, причём вторая ступень ракеты, аналогичная второй ступени 15Ж58, встраивается дважды. Полезная нагрузка для низких орбит (НОО, 400 км) составляет примерно 850 кг для ракеты «Старт». Максимальный диаметр обоих типов ракет составляет 1,8 метра. Высота ракеты составляет 28,8 м, масса — 60 т.
- Старт-1 — четырёхступенчатая. Полезная нагрузка на НОО составляет примерно 500 кг. Высота — 22,7 м, масса — 47 т.
- Старт-1М — четырёхступенчатая, на базе межконтинентальной баллистической ракеты «Тополь-М». Полезная нагрузка на НОО — до 500 кг.  Первый запуск «Старта-1М» должен состояться в 2026 году,  с той же площадки на «Восточном», где ранее стартовал «Старт-1».[9]

## Список запусков (полный)
По состоянию на 25 апреля 2006 года:
| № пуска | Дата (UTC)                                                                                          | Тип       | Сер. № | Место запуска | Полезная нагрузка         | Тип нагрузки                                                          | Масса ПН, кг | Орбита | SCN / NSSDC ID    | Результат |
| ------- | --------------------------------------------------------------------------------------------------- | --------- | ------ | ------------- | ------------------------- | --------------------------------------------------------------------- | ------------ | ------ | ----------------- | --------- |
| 1       | 25 марта 1993                                                                                       | Старт-1   | 1      | Плесецк       | ЭKA-1                     | Экспериментальный                                                     | ?            | ?      | 22561 / 1993-014A | Успех     |
| 2       | 28 марта 1995                                                                                       | Старт     | 1      | Плесецк       | Unamsat a Techsat 1 ЭKA-2 | Экспериментальный для изучения микрометеороидов, Технологический, ГВМ | 269          | ?      | —                 | Авария    |
| 2       | Авария из-за ложного срабатывания системы Аварийный подрыв ракеты при разделении 4-й и 5-й ступеней |           |        |               |                           |                                                                       |              |        |                   |           |
| 3       | 4 марта 1997                                                                                        | Старт-1.2 | 1      | Свободный     | Зея                       | Военный спутник связи                                                 | 87           | ?      | 24744 / 1997-010A | Успех     |
| 4       | 24 декабря 1997                                                                                     | Старт-1   | 2      | Свободный     | Earlybird 1               | Спутник дистанционного зондирования Земли                             | 317          | ССО    | 25123 / 1997-085A | Успех     |
| 5       | 5 декабря 2000                                                                                      | Старт-1   | 3      | Свободный     | EROS-A 1                  | Спутник дистанционного зондирования Земли                             | 250          | ССО    | 26631 / 2000-079A | Успех     |
| 6       | 20 февраля 2001                                                                                     | Старт-1   | 4      | Свободный     | Один                      | Астрономический спутник                                               | 250          | ССО    | 26701 / 2001-007A | Успех     |
| 7       | 25 апреля 2006                                                                                      | Старт-1   | 5      | Свободный     | EROS-B                    | Спутник дистанционного зондирования Земли                             | 350          | ССО    | 29079 / 2006-014A | Успех     |